# Dösebackaplatåns naturreservat
Dösebackaplatån (eller Dössebackaplatån) är ett naturreservat i Romelanda socken i Kungälvs kommun i Bohuslän.
Platån eller ryggen består av grusavlagringar vid Dösebacka formad av inlandsisen. En sådan bildning kallas även för drumlin. Den består till stor del av morän, grus och jordarter. Där finns även block och stenar. Tidigare i en grustäkt där hittades fossilfynd av mammut och myskoxe. 
Området är beläget längs Göta älvs västra strand, sydöst om Romelanda kyrka.

## Bilder

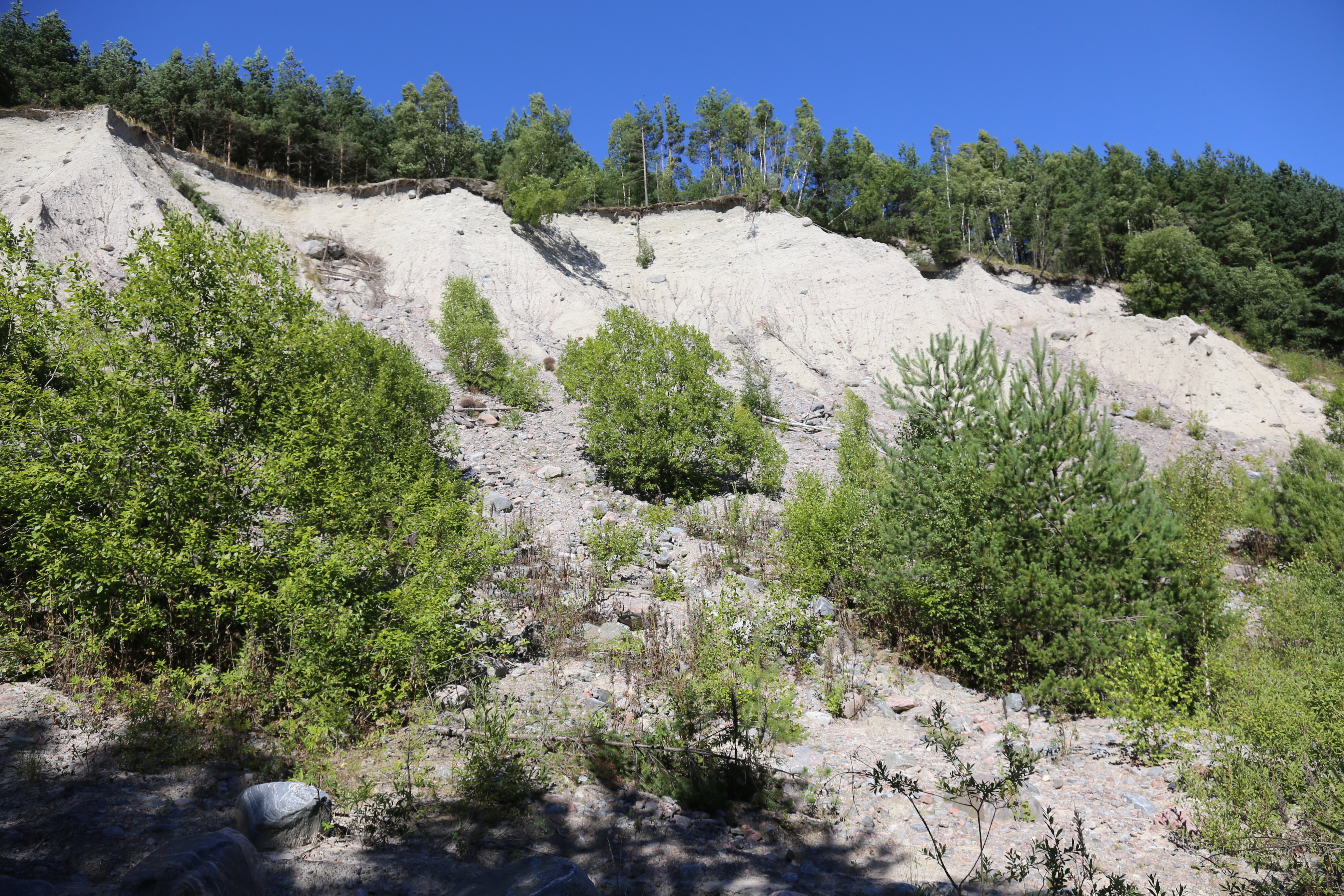
Grustaget.